# Bellefontaine (Vosges)
Bellefontaine és un municipi francès, situat al departament dels Vosges i a la regió del Gran Est. L'any 2007 tenia 952 habitants.

## Demografia

### Població
El 2007 la població de fet de Bellefontaine era de 952 persones. Hi havia 356 famílies, de les quals 71 eren unipersonals (33 homes vivint sols i 38 dones vivint soles), 114 parelles sense fills, 167 parelles amb fills i 4 famílies monoparentals amb fills.
La població ha evolucionat segons el següent gràfic:
Habitants censats

### Habitatges
El 2007 hi havia 451 habitatges, 361 eren l'habitatge principal de la família, 75 eren segones residències i 16 estaven desocupats. 422 eren cases i 29 eren apartaments. Dels 361 habitatges principals, 278 estaven ocupats pels seus propietaris, 57 estaven llogats i ocupats pels llogaters i 25 estaven cedits a títol gratuït; 1 tenia una cambra, 9 en tenien dues, 31 en tenien tres, 92 en tenien quatre i 227 en tenien cinc o més. 286 habitatges disposaven pel capbaix d'una plaça de pàrquing. A 162 habitatges hi havia un automòbil i a 157 n'hi havia dos o més.

### Piràmide de població
La piràmide de població per edats i sexe el 2009 era:
| Homes | Edats   | Dones |
| ----- | ------- | ----- |
| 0     | 95 o +  | 0     |
| 0     | 90 a 94 | 0     |
| 0     | 85 a 89 | 16    |
| 0     | 80 a 84 | 4     |
| 24    | 75 a 79 | 24    |
| 28    | 70 a 74 | 20    |
| 24    | 65 a 69 | 16    |
| 20    | 60 a 64 | 28    |
| 12    | 55 a 59 | 20    |
| 24    | 50 a 54 | 32    |
| 36    | 45 a 49 | 16    |
| 44    | 40 a 44 | 44    |
| 32    | 35 a 39 | 24    |
| 20    | 30 a 34 | 36    |
| 32    | 25 a 29 | 28    |
| 24    | 20 a 24 | 0     |
| 32    | 15 a 19 | 16    |
| 40    | 10 a 14 | 36    |
| 20    | 5 a 9   | 36    |
| 20    | 0 a 4   | 36    |

## Economia
El 2007 la població en edat de treballar era de 588 persones, 423 eren actives i 165 eren inactives. De les 423 persones actives 391 estaven ocupades (231 homes i 160 dones) i 34 estaven aturades (16 homes i 18 dones). De les 165 persones inactives 47 estaven jubilades, 52 estaven estudiant i 66 estaven classificades com a «altres inactius».

### Ingressos
El 2009 a Bellefontaine hi havia 363 unitats fiscals que integraven 988 persones, la mediana anual d'ingressos fiscals per persona era de 16.022 €.

### Activitats econòmiques
Dels 32 establiments que hi havia el 2007, 1 era d'una empresa extractiva, 1 d'una empresa de fabricació de material elèctric, 2 d'empreses de fabricació d'altres productes industrials, 10 d'empreses de construcció, 8 d'empreses de comerç i reparació d'automòbils, 2 d'empreses d'hostatgeria i restauració, 1 d'una empresa d'informació i comunicació, 1 d'una empresa financera, 1 d'una empresa immobiliària, 2 d'entitats de l'administració pública i 3 d'empreses classificades com a «altres activitats de serveis».
Dels 12 establiments de servei als particulars que hi havia el 2009, 1 era un taller de reparació d'automòbils i de material agrícola, 2 fusteries, 5 lampisteries, 1 empresa de construcció, 2 restaurants i 1 saló de bellesa.
L'any 2000 a Bellefontaine hi havia 36 explotacions agrícoles que ocupaven un total de 1.463 hectàrees.

## Equipaments sanitaris i escolars
El 2009 hi havia una escola elemental.

## Poblacions més properes
El següent diagrama mostra les poblacions més properes.